# Agatha Mistery
Agatha Mistery è il titolo di una collana di libri gialli, per bambini e ragazzi, suggerita a partire dagli 8 anni. Il nome della serie è ispirato al nome della famosa scrittrice inglese Agatha Christie e molti dei racconti della serie si ispirano ai suoi racconti.  Agatha Mistery è una ragazzina di dodici anni, aspirante investigatrice, che viaggia per il mondo accanto a suo cugino Larry, al suo gatto e al suo fedele maggiordomo. Agatha ha una memoria fotografica infallibile e vorrebbe scrivere un giallo, il cugino Larry, iscritto alla Scuola Eye, un’istituzione per coloro che vogliono diventare detective, è super tecnologico e allo stesso tempo impacciato. In ogni romanzo i due intraprendenti ragazzini devono affrontare indizi, antagonisti, paura e imprevisti per risolvere enigmi e misteri. La serie, nata nel 2010, ha avuto molto successo ed è stata tradotta in 26 lingue. Nel 2015 un'edizione dei primi venti volumi della serie è stata distribuita in edicola con il Corriere della Sera. La collana è ora pubblicata in Italia dalla De Agostini.

## Autori
L'autore Mario Pasqualotto scrive la collana usando lo pseudonimo di Sir Steve Stevenson. L'autore dei disegni è Stefano Turconi.

## Personaggi
- Agatha: dodici anni, aspirante a scrittrice di gialli; ha una memoria formidabile che l'aiuta a risolvere i misteri più intricati e eccellenti, oltre ad avere eccellenti doti di investigazione e organizzazione. Solitamente è lei chi risolve i casi e apporta le tattiche.
- Larry: quattordicenne, cugino di Agatha, studente della prestigiosa scuola di investigazione “Eye International School” che gli affida casi da risolvere. In queste missioni ha sempre bisogno dell'aiuto di Agatha, mentre lui si occupa della parte tecnologica attraverso il suo formidabile EyeNet, il congegno di titanio rilasciatogli dalla scuola.
- Mr. Kent: ex pugile e maggiordomo, con un impeccabile stile britannico, al servizio di Agatha. Prima di essere maggiordomo ha avuto numerosi e molteplici lavori. Si occupa di fare le valigie prima dei viaggi.
- Watson: gatto siberiano che possiede l'olfatto di un segugio e i suoi sensi felini (olfatto, udito e visione notturna) rilevano indizi impossibili. Lui e Larry si odiano.
- Membri della famiglia Mistery: ogni parente eccelle in una professione insolita, conosce a fondo il territorio e traduce perfettamente le lingue. Sono diffusi in tutto il mondo e il grado di parentela tra loro è molto vario.

## Libri
I libri di Agatha Mistery sono pubblicati in serie numerata, ad eccezione di alcuni volumi presentati come "edizione speciale". 
1. L'enigma del faraone
2. La perla del Bengala
3. La spada del re di Scozia
4. Furto alle cascate del Niagara
5. Omicidio sulla Tour Eiffel
6. Il tesoro delle Bermuda
7. La corona del doge
8. Missione safari
9. Intrigo a Hollywood
10. Crociera con delitto
11. Il ritratto senza nome
12. Indagine a Granada
13. Sfida sulla Transiberiana
14. Caccia al tesoro a New York
15. Il segreto di Dracula
16. Destinazione Samarcanda
17. Operazione giungla
18. Complotto a Lisbona
19. Sulle tracce del diamante
20. Trappola a Pechino
21. Rapina sul Mississippi
22. Doppio inganno a Oxford
Festa in giallo a Mistery House (edizione speciale)
23. Il codice dei ladri
24. Vendetta sul monte Fuji
Giro del mondo in cinque misteri (edizione speciale)
25. Imprevisto a Barcellona
Paura al Mistery Hotel (edizione speciale)
26. Pericolo ai Tropici
L’isola fantasma (edizione speciale)
27. Crimine a Vienna
Assassinio a Londra (edizione speciale)
28. Il vichingo scomparso
29. Minaccia a Milano La leggenda del Cigno d'Argento (edizione speciale)
30. L'anello scomparso
Avventure per l'estate (edizione speciale)
Halloween da incubo (edizione speciale)
Gialli per l'inverno (edizione speciale)
31. Fuga dal labirinto
Brividi dallo spazio (edizione speciale)
32. Ombre sul Nobel
Il primo caso di Agatha Mistery (edizione speciale)
33. Orme dal Passato